# نقادة (مركز)
مركز نقادة، مركز إداري مصري. يقع في محافظة قنا الواقعة في جمهورية مصر العربية. القاعدة الإدارية للمركز هي مدينة نقادة.